# Enicospilus guptai
Enicospilus guptai là một loài tò vò trong họ Ichneumonidae.